# Канчело ед Арноне
Канчело ед Арноне (итал. Cancello ed Arnone) је насеље у Италији у округу Казерта, региону Кампанија.
Према процени из 2011. у насељу је живело 4256 становника. Насеље се налази на надморској висини од 10 м.

## Становништво
| 1931. | 1936. | 1951. | 1961. | 1971. | 1981. | 1991. | 2001. | 2011. |
| ----- | ----- | ----- | ----- | ----- | ----- | ----- | ----- | ----- |
| 2.306 | 2.614 | 4.765 | 5.034 | 4.102 | 4.531 | 4.865 | 5.153 | 5.428 |